# Citera
Citera (ungarisch auch citora, citura, Plural citerák, tschechisch citara, citařička, slowakisch citera, citeri, citari, citarka) bezeichnet eine Gruppe von meist langgestreckten Griffbrettzithern, die in der Volksmusik von Ungarn, Tschechien und der Slowakei gespielt werden. Ein typologischer Vorläufer ist das Anfang des 17. Jahrhunderts erstmals abgebildete Scheitholt. Nur wenige (häufig vier) gleich gestimmte Melodiesaiten werden mit einem Druckstab oder mit zwei Fingern verkürzt und die übrigen Begleitsaiten als Bordun leer angerissen, weshalb die citera zu den Bordunzithern gehören.
Nach der Korpusform werden in Ungarn drei Haupttypen unterschieden: die schmale rechteckige Tränkezither (vályúcitera), die kleinköpfige Zither (kisfejes citera) mit mehreren treppenartig seitlich angeordneten Stimmstöcken für die Wirbel und die bauchige Zither (hasas citera) mit an einer Seite rundlich ausgebauchten Resonanzkörper und häufig zusätzlich mit treppenartigen Stimmstöcken. Ähnliche Typen sind in Tschechien bekannt. In der Slowakei werden dieselben Formen von Kastenzithern in fünf Typen unterteilt.
Die citera werden in der gesamten Region traditionell solistisch gespielt, als Instrumentalvortrag oder zur Gesangsbegleitung, früher vor allem von ärmeren Kleinbauern und Hirten in der Hausmusik und gelegentlich zur Tanzbegleitung bei Hochzeiten.

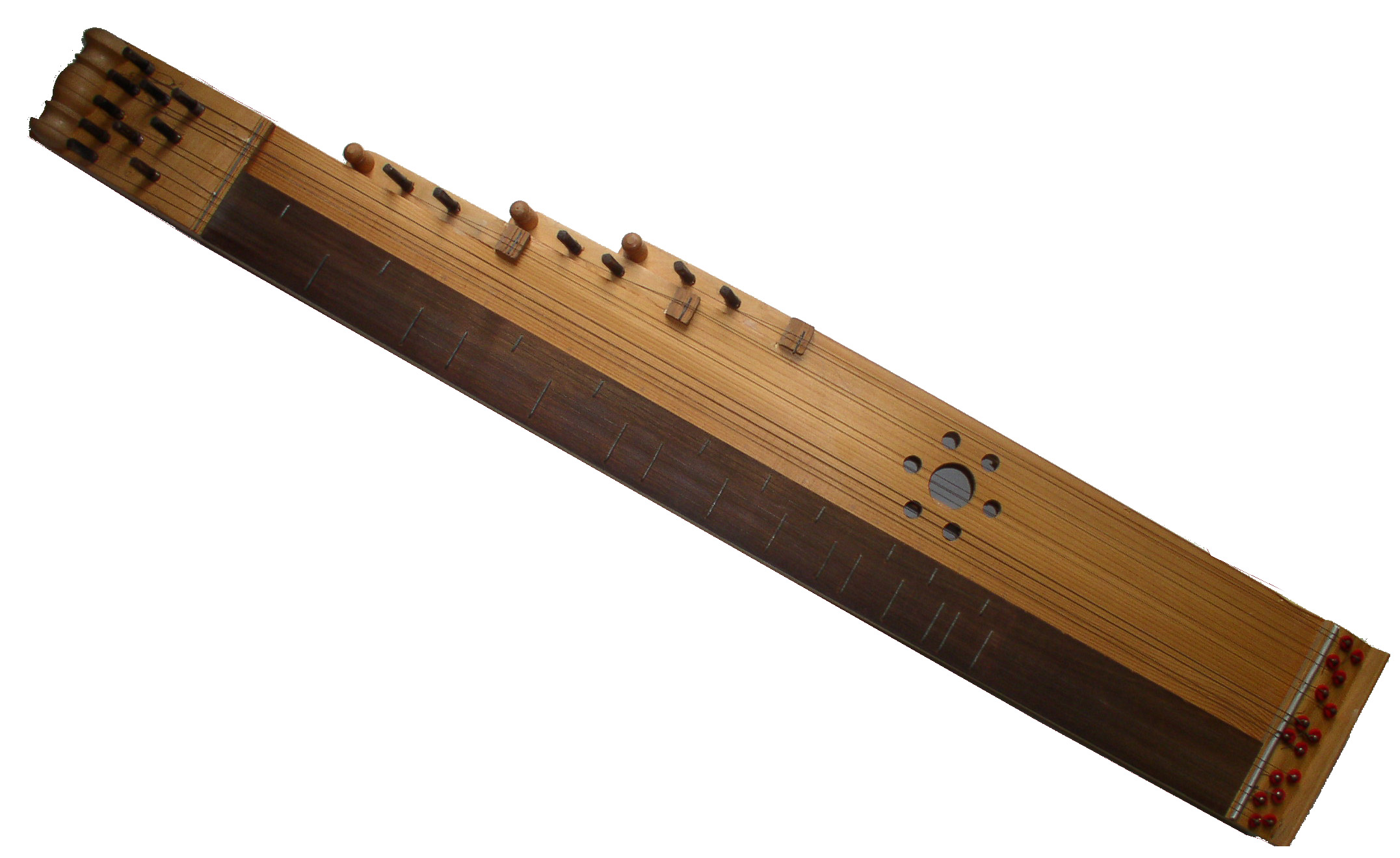
Ungarische kleinköpfige Zither mit Griffbrett

## Herkunft

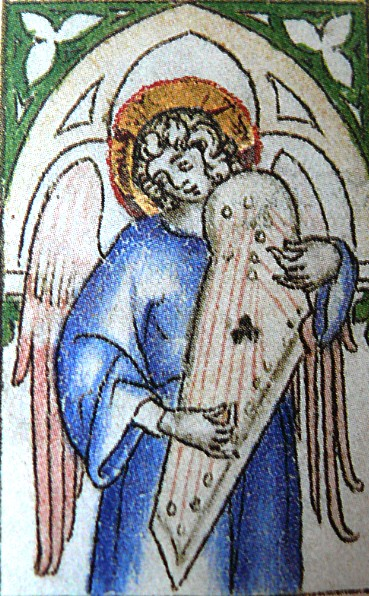
Ala bohemica („böhmischer Flügel“). Detail einer Miniatur im Kunigundenpassional, um 1320

Gezupfte Saiteninstrumente unterschiedlicher Bauart waren in der Antike altgriechisch als psaltérion (für eine Harfe) und lateinisch als psalterium bekannt. Die ältesten Abbildungen, die als Kastenzithern interpretiert werden, stammen von den Phöniziern aus dem 8. Jahrhundert v. Chr. und zeigen auf einem Relief im Palast von Nimrud einen nahezu quadratischen Rahmen mit zehn parallelen Saiten. Unter dem Namen psalterium decachordum findet sich eine ebensolche Darstellung im sogenannten Hieronymus-Epistel an Dardanus. Dies ist ein schwer verständlicher illustrierter Brief aus dem 9. Jahrhundert, der fälschlich dem Kirchenvater Hieronymus (347–420) zugeschrieben wird, in welchem teilweise rätselhafte und phantastische Beschreibungen von Musikinstrumenten enthalten sind. Die Abbildung zeigt König David, der dieses auch psalterium quadratum genannte Instrument senkrecht in den Händen hält.
Mit der islamischen Expansion gelangten ab dem 8. Jahrhundert über die Iberische Halbinsel von Süden und vom 10. bis zum 12. Jahrhundert aus dem Byzantinischen Reich von Osten etliche Musikinstrumente nach Europa, darunter das persisch-arabische Hackbrett santur und die griffbrettlose Zither kanun. Im späten Mittelalter wurde mit psalterium generell eine Kastenzither bezeichnet, deren Saiten gezupft oder beim Hackbrett geschlagen wurden. Ein nach einer Abbildung aus dem 11. Jahrhundert dreieckiges Psalterium wurde auch als rota (rote, ansonsten eine Leier) bezeichnet. In der vom iberischen König Alfons X (reg. 1252–1284) in Auftrag gegebenen Liedersammlung Cantigas de Santa Maria werden neben der dreieckigen rota weitere Kastenzithern erwähnt: canon entero und medio canon (flügelförmige und rechteckige kanun) und cedra oder citara.
Der vom arabischen kanun abgeleitete Name canon bezeichnete in Westeuropa vom 12. bis zum 14. Jahrhundert mehrere Abkömmlinge der arabischen Zither. Das Wortumfeld citara, das über lateinisch cithara auf altgriechisch kithara für eine große Leier zurückgeht, wurde in der zunächst allgemeinen Bedeutung „gezupftes Saiteninstrument“ ins Spanische, Portugiesische und weitere Sprachen übernommen. Bis um 1500 war citara, cithara, citola, citula und ähnlich eine lateinische Bezeichnung für die antike Leier, eine Harfe, für die Cister, eine seit dem 12. Jahrhundert in unterschiedlichen Formen belegte Kastenhalslaute, oder für die kleinere Citole. Ab dem 16. Jahrhundert kommt die Cister in europäischen Sprachen in unterschiedlichen Ableitungen wie cithara, citre und cittern vor, im Deutschen als Cither, Zitter, Zither, Sister und Zister. Erst Anfang des 19. Jahrhunderts gingen die deutschen Namen auf Kastenzithern vom Typ des Scheitholtes über.
Sebastian Virdung bildet in seinem musiktheoretischen Werk Musica getutscht und außgezogen von 1511 ein dreieckiges Psalterium mit einer Spitze oben ab. Anders als das in den Cantigas und bei Virdung senkrecht abgebildete Psalterium wurden die aus dem Orient eingeführten Zithern und deren Weiterentwicklungen in einer waagrechten Position gespielt. Im 17. Jahrhundert erhielten die westeuropäischen Zithern und Hackbretter einen rechteckigen oder trapezförmigen Resonanzkörper und eine Anzahl von Saiten, die ein annähernd chromatisch gestimmtes Instrument ergaben. Anhand der Abbildungen lassen sich die westeuropäischen mittelalterliche Kastenzithern nach ihren Korpusformen einteilen in:

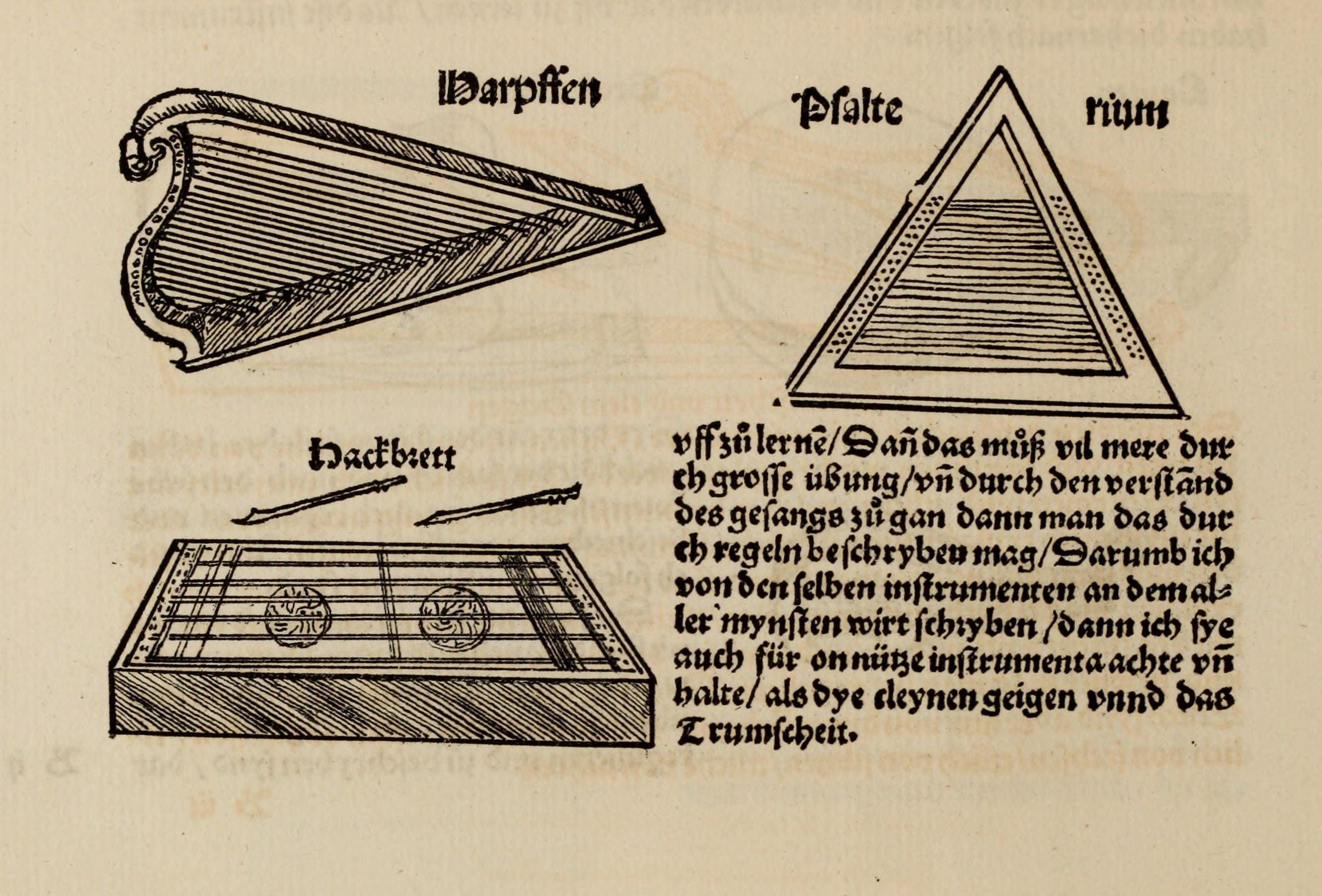
Dreieckiges Psalterium in Sebastian Virdung: Musica getutscht und außgezogen, 1511

1. dreieckiges, senkrecht gespieltes Psalterium bis zum 14. Jahrhundert
2. rechteckiger Korpus, senkrecht gespielt und mit den Stimmwirbeln oben
3. rechteckiger Korpus, waagrecht mit den Saiten quer auf den Knien des Spielers ruhend
4. ab dem 12. Jahrhundert kleiner trapezförmiger Korpus mit einwärts gebogenen Seiten, die längste Saite nahe am Körper des Musikers, mit zwei Plektren gespielt[9]
5. halbtrapezförmige Zither, mit der langen Seite quer vor dem Körper des Musikers, rechtwinklig rechts die Reihe der Stimmwirbel, „halber canon“: italienisch mezzocanone, deutsch Metzkanon, französisch micanon
6. im 15. Jahrhundert halbtrapezförmiger Korpus, dreichörig besaitet, mit einem Plektrum oder den Fingern gespielt
7. ab dem 14. Jahrhundert halbtrapezförmig, die schräge Seite ist jedoch abgetreppt, Stimmwirbel auf der linken Seite und mit einem Plektrum gespielt.[10]

In Zentraleuropa bildete sich im 14. Jahrhundert aus dem micanon ein flügelförmiger Psalteriumtyp heraus, der später den Namen ala bohemica („böhmischer Flügel“) erhielt und die Form eines schlanken schiefen Trapezes mit einem kreisförmigen Kopf an einem Ende besaß. Zahlreiche Abbildungen aus dem 14. und 15. Jahrhundert zeigen Varianten dieses weiterhin senkrecht gespielten Typs mit unterschiedlichen Saitenzahlen.
In Osteuropa trat um dieselbe Zeit ein anderer vom kanun abgeleiteter Typ mit einer dreieckigen Grundform auf, der gusli genannt wird (zu dessen Verbreitung und Namen siehe husle). Der Musiker hält diesen als helmförmig oder psalteriumförmig beschriebenen Typ auf Illustrationen in russischen Manuskripten aus dem 14. Jahrhundert senkrecht vor sich, mit den Saiten waagrecht und der längsten Saite unten. In Abbildungen aus dem 16. Jahrhundert weicht die Spitze oben einer eher runden (helmartigen) Form. Diese bis heute in manchen Regionen von Russland existierende Kastenzither mit 11 bis 36 Saiten wird waagrecht auf den Knien des Musikers liegend gezupft. Ein anderer schlanker Typ von griffbrettlosen Kastenzithern, der in Russland ebenfalls gusli genannt wird, gehört zu den „baltischen Psaltern“, ebenso wie die alte längliche Form der finnischen kantele und die litauische kankles.

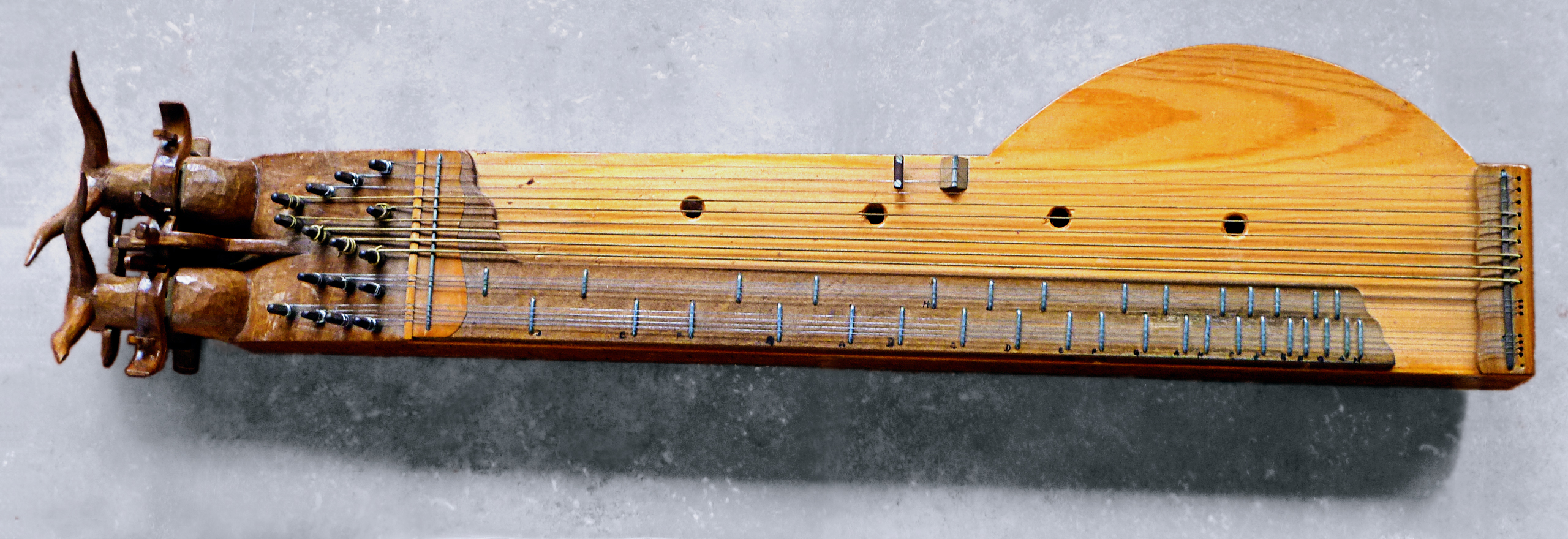
Scherrzither oder Kratzzither aus dem Alpenraum

Unmittelbare Vorläufer für die citera-Typen sind über manche Ähnlichkeiten der Korpusformen bei den erwähnten Zithern hinausgehend die seit dem 16. Jahrhundert so benannten Scheitholte, die zu den Griffbrettzithern gehören und sich damit wesentlich von den Psalterien unterscheiden. Die erste zuverlässige Beschreibung und Abbildung eines Scheitholtes – ein langrechteckiger Kasten mit zwei Melodie- und zwei Bordunsaiten – findet sich in Michael Praetorius Werk Syntagma musicum. II. De Organographica aus dem Jahr 1619. Zu den in die europäische Volksmusik eingegangenen Varianten des Scheitholtes gehören die Scherrzither im Alpenraum, die épinette des Vosges in Frankreich, die Hummel in Norddeutschland (hommel in den Niederlanden, humle in Dänemark), die langeleik in Norwegen, die citre in Slowenien und die citera oder citara in Ungarn, der Slowakei und Tschechien.
In Polen waren im 15. Jahrhundert laut dem um 1460 von einem gewissen Pavel aus Prag verfassten Liber viginti artium eine Reihe von Saiteninstrumenten in Gebrauch, darunter alintegra (ein Zupfinstrument), arfa (Harfe), cimbalum (Hackbrett), cithara (Cister) und andere Lauteninstrumente sowie tubalcana (Trumscheit). Ein dreieckiges Psalterium mit zehn doppelchörigen Saiten wird in dem um 1400 entstandenen Florianer Psalter unter dem Namen szaltarz erwähnt. Ansonsten gab es in Polen vor dem 18. Jahrhundert fünfsaitige Kastenzithern von Typ der „baltischen Psalterien“.
In Slowenien ist die bis heute existierende Kastenzither (citre) neben dem Akkordeon (harmonika) das beliebteste Volksmusikinstrument. Sie entstand im 17. Jahrhundert aus dem Scheitholt zunächst als einfache Bordunzither (bordunske citre). Weiterentwicklungen sind die Akkordzither (akordične citre) und die seltene, mit dem Bogen gestrichene Violinzither (violinske citre).

## Verbreitung

### Ungarn

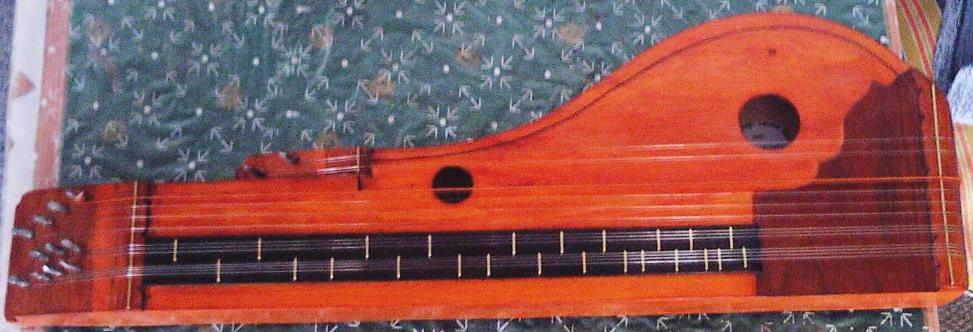
Ungarische bauchige Zither mit einem kleinen Stimmstock

Kastenzithern werden in Ungarn citera, citora und citura genannt. Aus der südungarischen Stadt Szeged ist eine kirchliche Zehntliste des Jahres 1522 überliefert, die sämtliche Namen der Einwohner enthält. Bei den meisten Beinamen, die eine berufliche Tätigkeit bedeuten, übten ihre Namensträger auch den entsprechenden Beruf aus. Unter den lateinischen Namen finden sich ein „Tubicinator“ (Trompetenspieler) und zwei „Citarista“. Letztgenannter Name bezeichnete dem Kontext entsprechend mutmaßlich Geigenspieler, die es in der Stadt zahlreich gab. Am Hof des böhmisch-ungarischen Königs Ludwig II. (reg. 1522–1526) verkehrte auch der deutsche Komponist Thomas Stoltzer und unter den Spaßmachern am Hof wird ein Zitherspieler namens Matthias Keller aufgeführt.
Das ungarische Wort für „Zither“ kommt erstmals im lateinisch-ungarischen Gyöngyös-Wörterbuch aus den 1540er Jahren vor, wo es im lateinischen Text als „cithara, Musikinstrument, viersaitige Laute“ beschrieben wird. Auch nach einem Text von 1592 ist anzunehmen, dass mit Ungarisch citera ein Lauteninstrument gemeint war. Bis ins 17. Jahrhundert wurden ansonsten mehrheitlich lateinische Instrumentennamen verwendet, wobei cithara offenbar unterschiedliche Saiteninstrumente bedeuten konnte. Die älteste Beschreibung der ungarischen Griffbrettzithern ist Antal Ballas musiktheoretischer Aufsatz Az Tombora es Czimbalom honnet vette eredetét („Die Herkunft von Tombora und Cimbalom“) von 1774, in welchem er die Zither als „tombora“ bezeichnet. Tambura oder tombora ist ein bis zur Mitte des 20. Jahrhunderts gebräuchlicher Name für die Zither in der Ungarischen Tiefebene. So wird in erster Linie ein Ensemble mit vier Typen von ungarischen Langhalslauten, die mit der südslawischen tambura verwandt sind, genannt. Zur Unterscheidung erhielt die Zither den Namenszusatz asztali tambura („Tisch-tambura“).
Während in Polen die systematische Erforschung der Volksmusik 1802 begann, wurde in Ungarn erst 1898 über die Zithern Näheres aufgezeichnet. In einem Bericht aus diesem Jahr wird die kleinköpfige Zither im Komitat Csongrád-Csanád erwähnt. In den 1890er Jahren waren die Zithern im ganzen Land beliebt, im Süden der Tiefebene besonders die kleinköpfige Zither (kisfejes citera) und in Transdanubien im Westen vor allem die bauchige Zither (hasas citera). Nach der Mitte des 20. Jahrhunderts waren die Zithern nur noch in der Tiefebene weithin verbreitet, in anderen Regionen hingegen waren sie selten geworden. Verschiedene Zithertypen kommen jedoch weiterhin vor, auch bei den in Nachbarländern lebenden Ungarn. Eine Variante der bauchigen Zither (hasas citera), die bauchige Zither mit kleinem Kopf (hasas-kisfejes citera), tauchte in den 1980er Jahren bei den Ungarn in der Slowakei auf, wo sie zuvor unbekannt war. Dieser mit den Alpenländischen Zithern verwandte Zithertyp war in der ersten Hälfte des 20. Jahrhunderts auch in Siebenbürgen verbreitet. Die bauchigen Zithern werden hauptsächlich in Transdanubien gespielt und die kleinköpfigen Zithern in der Ungarischen Tiefebene, darüber hinaus in Böhmen, Mähren und in der Slowakei.

### Tschechien
In den historischen Ländern Böhmen und Mähren, die heute Tschechien bilden, heißen Zithern allgemein citera, citara oder citařička. In Mähren, vor allem in der Mährischen Walachei, ist seit dem 18. Jahrhundert bis in die heutige Zeit die ältere Bezeichnung kobza (mit dem Diminutiv kobzička) geläufig. Das Wort kobza ist namensverwandt mit ungarisch koboz, rumänisch cobză und ukrainisch kobsa, die heute für unterschiedliche Kurzhalslauten stehen. Als Name eines Musikinstruments, wahrscheinlich einer Laute, ist alttschechisch kobos oder kobes mehrfach im 14. und 15. Jahrhundert belegt, so etwa im Wörterbuch Bohemarius major des tschechischen Schriftstellers und Gelehrten Klaret von 1369, in der Handschrift von Telč des Chronisten Oldřich Kříž aus der Mitte des 15. Jahrhunderts und in der Bibel von Pernštejn aus dem Jahr 1471. In 16. und 17. Jahrhundert bezeichnete das Wort kobza offenbar ein Lauteninstrument der Volksmusik. In der Bedeutung Kastenzither lässt sich kobza ab der ersten Hälfte des 18. Jahrhunderts nachweisen, erstmals 1740 anhand einer Zeichnung des Grafen Johann Rudolf Sporck (um 1693–1759). Dies ist auch der erste Beleg für die Kastenzither in Böhmen und Mähren. Der Instrumentenname kobza konnte bis ins 19. Jahrhundert gelegentlich noch andere Volksmusikinstrumente wie Drehleier, Sackpfeife und Reibtrommel bezeichnen.
Die von den Spielern selbst hergestellten einfachen Formen der Griffbrettzithern verschwanden in Böhmen bereits weitgehend im 19. Jahrhundert. Solche Instrumente gab es in Ostböhmen (Regionen Pardubický kraj und Kraj Vysočina), in Südböhmen (Region Jihočeský kraj) und im Norden im Riesengebirge. Im Osten von Mähren wurden diese kobza genannten Zithern bis ins 20. Jahrhundert gespielt. Um 1950 war auch in Mähren das volksmusikalische Zitherspiel verschwunden. Um die Mitte des 19. Jahrhunderts wurden in der Österreichisch-Ungarischen Monarchie die Salzburger Zither und diesymmetrisch geschwungene Mittenwalder Zither eingeführt. Das um die Wende zum 20. Jahrhundert auch von Bürgern und am Kaiserhof gepflegte konzertante Musizieren mit diesen neueren Instrumenten verschwand in Tschechien ebenfalls in der ersten Hälfte des 20. Jahrhunderts aus dem öffentlichen Raum. Nur innerhalb mancher Familien wurden weiterhin Zithern gespielt. Nach der Mitte des Jahrhunderts erlebten Zithern durch die Verbreitung von Volksmusik im Fernsehen einen erneuten Aufschwung. In Ostrava kümmert sich das Zithermuseum (Muzeum citer) um die Dokumentation und Bewahrung der tschechischen Tradition des Zitherspiels. Jiří Kleňha (* 1941) ist ein in Prag geborener Zither- und Hackbrettspieler, der viel zur Popularisierung dieser Instrumente beitrug und auch ein Buch über das Harfenspiel in Böhmen veröffentlichte (Harfenictví v Čechách, 1998).

### Slowakei
Seit dem 17. Jahrhundert ist in der Slowakei der Name citara für eine Zither belegt, einschließlich lautähnlicher Abwandlungen wie cetera, citera, den Pluralformen citeri, citari und der Verkleinerungsform citarka („Zitherchen“). Die Form beschreibende Namenszusätze sind citera veľká („große Zither“), skriňova citera („Kastenzither“) und bruchatá citera („bauchige Zither“). Ein auf die Spieler bezogen herablassender Name ist murársky klavir („Maurerklavier“). Selten wird die Zither auch tambor genannt, dem ungarischen tambura entsprechend.
In der gotischen Kirche St. Jakob in Levoča ist auf einem im 14. Jahrhundert entstandenen Fresko ein Saiteninstrument in Cisterform erkennbar. Im lateinisch-deutschen Schulbuch Orbis sensualium pictus von 1658 des mährischen Lehrers und Theologen Johann Amos Comenius werden in einer Abbildung unter den zahlreichen Musikinstrumenten eine Kastenzither / ein Hackbrett („Hackbret“, lateinisch „Sambuca“), eine Harfe („Harfe“, lateinisch „Nablium“), eine Cister („Cyther“, lateinisch „Cythara“) und eine weitere Schalenhalslaute („Laute“, lateinisch „Celys“) gezeigt. Häufig erwähnt werden Zithern in Volksliedern und anderer belletristischer Literatur des 18. und 19. Jahrhunderts. Dies belegt, dass Zithern in dieser Zeit in allen Gesellschaftsschichten ein beliebtes Volksmusikinstrument waren. Im 19. Jahrhundert kam aus dem Alpenraum die Salzburger Zither mit ihrer bauchigen Form hinzu, die zusammen mit der Halbtrapezzither bis ins 20. Jahrhundert von der Unter- und Mittelschicht gespielt wurde. Auf dem Land waren die älteren Zitherformen stärker verbreitet. Im mittelslowakischen Bergland wurden Trogzithern bevorzugt und in der Südslowakei kleinköpfige Zithern.
Während die Zithern in der Nordslowakei gegen Ende des 19. Jahrhunderts verschwanden, werden sie wie das Hackbrett (cimbal, cymbal) im Süden bis heute gespielt. Auch Slowaken, die in den angrenzenden Gebieten in Ungarn und Rumänien (um Oradea) leben, verwenden Zithern. Nachdem die Zither um die Mitte des 20. Jahrhunderts fast nur noch von alten Männern gespielt wurde, setzte in den 1960er Jahren eine Wende ein mit dem Ziel, die alten Dorftraditionen zu erneuern. Maßgeblich waren von Amateurmusikern gegründete Ensembles. So wurden 1974 auf dem Gebiet der Slowakei Musikwettbewerbe veranstaltet, an denen rund 80 Zitherspieler auftraten.

## Bauform

### Ungarn

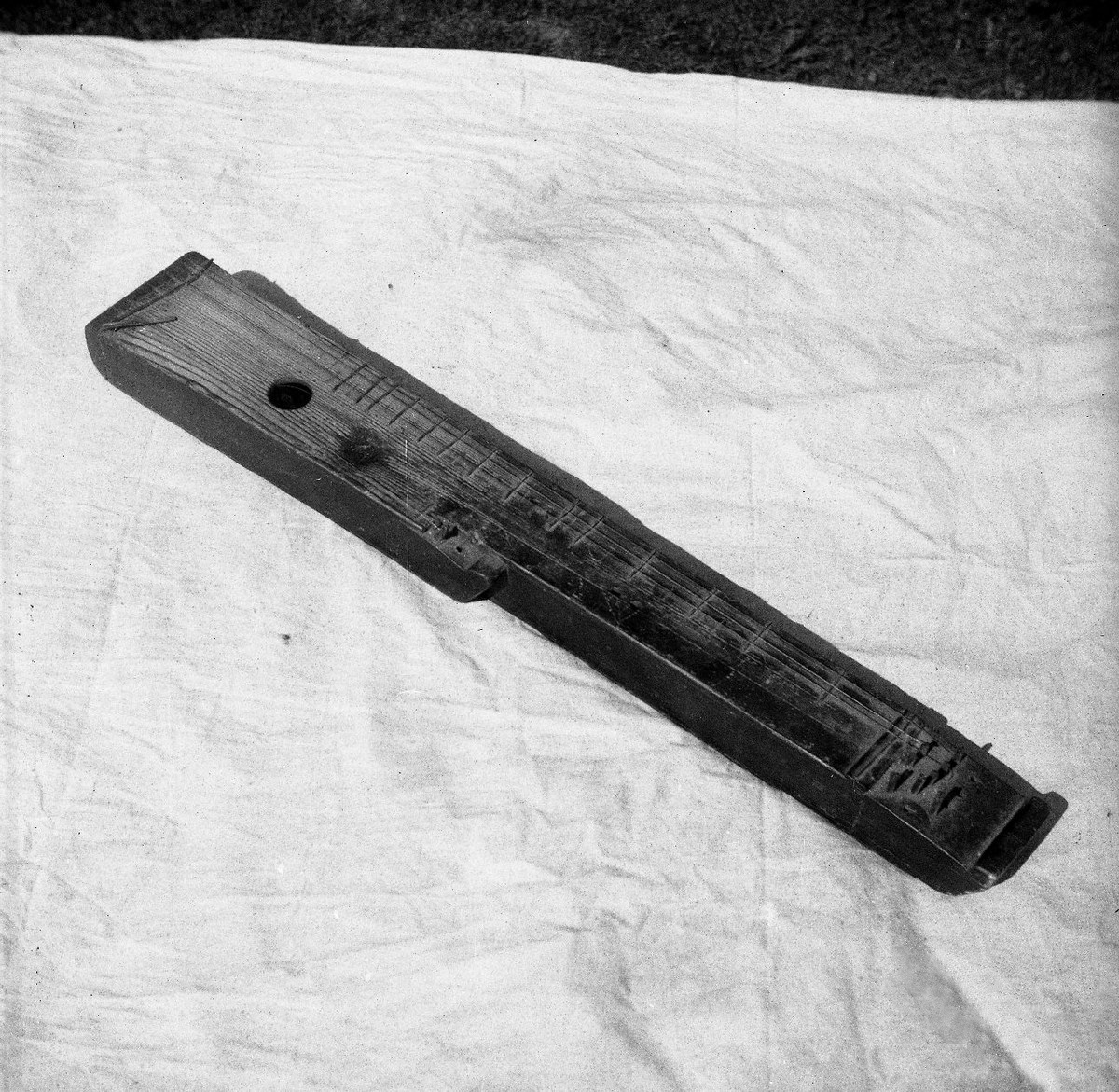
Slowenische bordunske citre, vor 1950. Typologisch einer ungarischen Tränkezither und der einfachsten Form einer kleinköpfigen Zither mit einem seitlichen Stimmstock entsprechend. Ohne Griffbrett: Die Bünde wurden direkt in die Decke geschlagen.

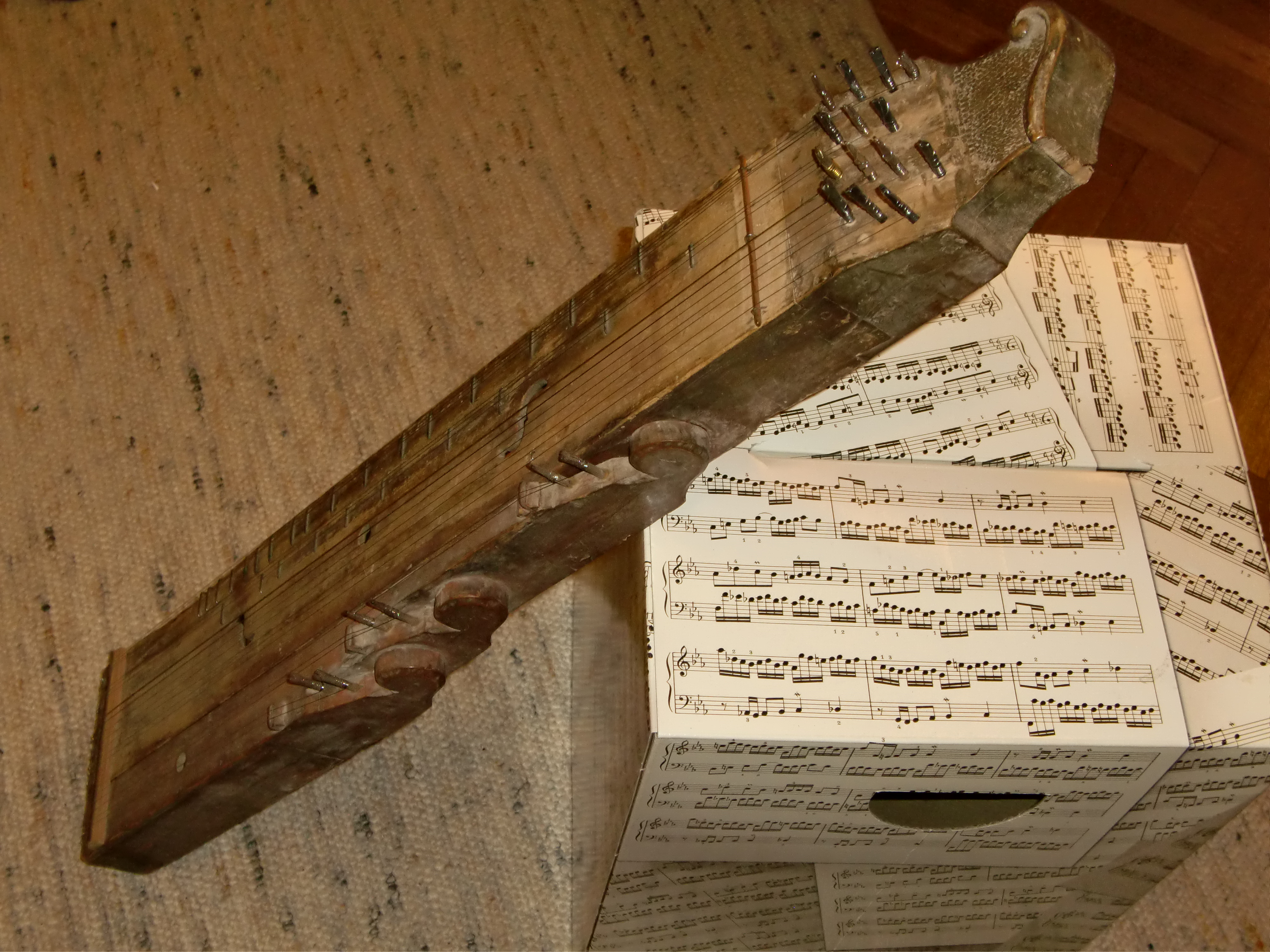
Ungarische kleinköpfige Zither mit Griffbrett

Die ungarischen Zithern lassen sich nach ihrer Form in drei Gruppen einteilen, die landesweit vorkommen. Die einfachste, unmittelbar vom Scheitholt abgeleitete Form der ungarischen Griffbrettzithern ist die seltene Tränkezither (vályúcitera). Sie besteht aus einem langrechteckigen Korpus, über dessen Decke (fedőlap, „Deckplatte“) die Saiten in geringem Abstand verlaufen. Der Boden fehlt, sodass die Unterseite an die Form einer namensgebenden Viehtränke erinnert. Ostafrikanische Trogzithern wie die inanga in Burundi haben prinzipiell dieselbe Form, ähnlich sind auch die flacheren afrikanischen Schalenzithern von Typ der ligombo in Tansania. Anders als bei den Tränkezithern verlaufen die Saiten bei diesen afrikanischen Instrumenten aber frei über die Öffnung, während der Boden geschlossen ist. Bei vielen Tränkezithern sind die Längsseiten nicht genau parallel, sondern der Korpus wird an einer Seite zum unteren Ende breiter. Am oberen Ende befindet sich der Stimmstock (fej, „Kopf“), aus dem die Stimmschrauben nach oben ragen. Die Seitenflächen (oldallapok, „Seitenplatten“) sind gerade und stehen rechtwinklig zur Decke.
Eine Variante in dieser Gruppe ist die Taubenschlagzither (galambdúcos citera). Sie besteht wie die Tränkezither aus einem langrechteckigen Kasten, der entlang der rechten Längsseite im Bereich der Melodiesaiten etwa in der oberen halben Höhe der Seitenwand einen Rücksprung besitzt. In diesem nach innen versetzten Teil der Seitenwand befindet sich eine Reihe mit mehreren Schalllöchern von 15 bis 30 Millimetern Durchmesser, die an einen Taubenschlag erinnern. Ein Exemplar aus dem südungarischen Komitat Csongrád besitzt ein Griffbrett mit chromatischen Bünden für sechs Melodiesaiten und zehn weiteren Begleitsaiten. Bei einem weiteren Exemplar aus Csongrád sind anstelle der Begleitsaiten zwei Griffbretter für Melodiesaiten seitenverkehrt gegenüber angebracht.
Die zweite Gruppe bilden die kleinköpfigen Zithern (kisfejes citera), bei denen meist eine Längsseite treppenartig abgestuft ist. Jede Stufe endet in einem kleinen Stimmstock. Eine Zither kann eine bis fünf Stufen besitzen, typisch sind drei oder vier Stufen mit der entsprechenden Anzahl von Stimmstöcken. Vom Ende der Stimmstöcke aus betrachtet ist die linke Längsseite abgetreppt, bei manchen Instrumenten befindet sich ein weiterer Stimmstock eigens für die über das Griffbrett führenden Melodiesaiten auf der rechten Seite des Korpus (belsőfej, „Innenstock“, oder kottafej, „Notenkopf“). Häufig schließen die Stufen nicht einfach mit einer rechtwinkligen Kante ab, sondern tragen an ihrer Spitze ein aufwärts ragendes Ornament in Form einer Rolle oder – typisch für die Ungarische Tiefebene – einen Pferdekopf. Weil die kleinköpfigen Zithern manchmal auch von Hirten gespielt wurden, gelten diese Exemplare als „Hirtenzithern“.
Zithern, deren Korpus an der linken Seite in einem Halbkreis ausgebaucht, in einem weiten Schwung gerundet oder anderweitig kurvig geformt ist, gehören zu den bauchigen Zithern (hasas citera). Hierzu werden auch treppenartig ausgebildete und zusätzlich gerundete Zithern gezählt.
Überwiegend wurden die Zithern von den Spielern selbst hergestellt, daneben gab es auch professionelle Zitherbauer, die Kunden in ihrer näheren Umgebung versorgten. Heute werden traditionelle Zitherformen von Kleinbetrieben in Handarbeit angefertigt. Einige Tränkezithern und kleinköpfige Zithern wurden früher aus einem Holzblock hergestellt, bevorzugt aus Ahornholz, ansonsten aus Pappelholz. Die Bearbeitung des Holzblocks erfolgte zunächst mit Beil und Säge für die grobe Form, die dann mit einem Hobel begradigt wurde. Mit einem Meißel wurde das Holz ausgehöhlt. Die Decke sollte gleichmäßig dünn sein, wofür man den Korpus gegen das Sonnenlicht hielt. Schien das Licht ohne Schattenflecken hindurch, galt die Deckenstärke als zufriedenstellend.
Heute wird der Korpus bei allen Zithertypen üblicherweise aus gehobelten und geschliffenen Brettern verleimt. Der Stimmstock wird oftmals separat aus einem Stück Hartholz (Nussbaum, Buche, Akazie oder ein anderes Holz) hergestellt, für die Zargen wird Buchenholz und Tannenholz bevorzugt. Für den Anhängestock am unteren Ende wird dasselbe Holz verwendet wie für den Stimmstock. Bei kleinköpfigen Zithern wird die abgetreppte linke Seite aus mehreren Holzstücken zusammengeleimt. Bei den bauchigen Zithern wird die linke gerundete Zarge je nach Form aus einem rund ausgesägten Holz oder einem gebogenen Brett angefertigt.
Die Gesamtlängen von drei gemessenen Tränkezithern betragen 66 und 72 und 84 Zentimeter, die Breite des Anhängestocks, also die größte Breite, beträgt bei diesen Exemplaren 9,5 und 12 und 12,5 Zentimeter, die Höhe zwischen 5 und 6 Zentimeter. Kleinköpfige Zithern messen üblicherweise zwischen 75 und 92 Zentimeter Gesamtlänge bei einer Breite am Anhängestock zwischen 12 und 16,8 Zentimeter. Sechs bauchige Zithern sind  56 bis 76 Zentimeter lang und am Anhängestock 10,5 bis 26 Zentimeter breit.
Die Decke ist durchschnittlich 5 bis 8 Millimeter dick. Für griffbrettlose Zithern ist dies die Mindeststärke, da es sonst beim Einschlagen der Bünde zu Rissen kommen kann. Bei den bauchigen Zithern und häufig auch bei anderen Typen ist an der rechten Längsseite ein Griffbrett (kottapad, „Notenbank“ oder kottaléc, „Notenlatte“) aufgeleimt. Das 4 bis 6 Zentimeter breite Griffbrett beginnt am Sattel des Stimmstocks und ist gut dreiviertel so lang wie die schwingende Länge der Melodiesaiten. Durch das Griffbrett lassen sich die Bünde stabiler befestigen, dafür wird der Klang gedämpft. Bei allen Typen sind in die Decke Schalllöcher (hanglyuk, „Tonloch“ oder hangkyadólyuk, „tongebendes Loch“) in unterschiedlicher Zahl und Größe eingesägt oder gebohrt. Vor allem bauchige Zithern besitzen manchmal einen Boden, der den Klang verbessern soll. Am Boden sind je nach Korpusform drei oder vier knopfgroße Füße aus Hartholz befestigt.
Die Löcher für die Stimmnägel (kulcsszög, „Schlüsselnagel“, kulcs, „Schlüssel, citeraszög, „Zithernagel“, und weitere) werden erst in den Stimmstock eingebohrt, wenn der gesamte Korpus fertig ist. Die Stimmnägel bestehen aus 5–6 Zentimeter langen Rundstäben aus Eisen von 5 Millimetern Durchmesser, die am unteren Ende angespitzt und am oberen Ende breit gehämmert sind. Oben ist ein Schlitz eingesägt, um das Saitenende aufzunehmen. Die Stimmnägel werden bis auf eine Länge von 2–3 Zentimetern in die Bohrungen eingeschlagen. Um die Saitenspannung zu justieren, wird ein Stimmschlüssel (hangoló kulcs) verwendet. Auf der anderen Seite des Korpus werden die Saiten unterständig am Anhängestock an dünnen Nägeln befestigt. Sie verlaufen seitlich über einen Sattel (húpárna, „Saitenkissen“; vánkos, „Polster“; húrágy, „Saitenbett“; híd, Brücke“) aus einem festen Eisendraht, der mit seinen umgebogenen Enden eingeschlagen wurde. Bei Instrumenten mit Griffbrett wird ein höherer Sattel aus einem Holzstab und einem Eisendraht an seiner Oberkante benötigt. Ebenso werden die Bünde (kotta, „Noten“; kottadrót, „Notendrähte“) aus Draht in das Griffbrett oder direkt in die Decke eingeschlagen.
Bei früheren Zithern waren die Bünde überwiegend für eine diatonische Tonfolge angeordnet (egykótás, „eintönig“). Die heute üblichen chromatischen Zithern werden unter anderem félhangos („halbtönige“), félkottás („Halbnoten-“) oder másfélkottás („Anderthalbnoten-“) Zithern genannt. Die diatonischen Zithern besitzen vier, seltener drei, fünf oder acht Melodiesaiten (dallamhúr oder kottahúr, „Notensaite“), die chromatischen Zithern haben mehr Melodiesaiten. In beiden Fällen ist die Zahl der leer gezupften Begleitsaiten (kisérőhúr, vendeghúr, „Gastsaite“; seghedhúr, „Aushilfssaite“) höher: ab zehn, darunter meist in der Mitte der Begleitsaiten eine oder zwei Basssaiten (bőgőhúr).
Die Saiten werden mit einem Plektrum (verő, „Schläger“; pengető, „Zupfer“) in der rechten Hand angerissen und mit den Fingern der linken Hand oder mit einem Druckstab (nyomó, „Drücker“) verkürzt. Der Druckstab besteht traditionell aus einem Gänsefederkiel, der durch einen eingeschobenen Holzstab verstärkt wird. Das Plektrum wird aus einem zugespitzten Gänsefederkiel, einem Horn- oder einem Akazienholzplättchen gefertigt. Die Spieltechnik mit Druckstab und Plektrum ist bereits auf der Zeichnung des Grafen Storck von 1740 erkennbar.

### Tschechien
Die drei ungarischen Zithertypen kommen auch in Tschechien vor. Auf der Zeichnung des Grafen Sporck von 1740 ist eine langrechteckige Tränkezither mit sieben Saiten zu erkennen. Am Anhängestock sind die Saiten an dünnen Nägeln und am Stimmstock an eisernen Stimmnägeln befestigt. Zwei der Saiten sind Melodiesaiten, die über 14 Bünde ohne Griffbrett verlaufen. In der unteren Hälfte sind einige Schalllöcher im Kreis in die Decke gebohrt. Wie in Ungarn verjüngt sich typischerweise die linke Seite in Richtung Stimmstock oder sie ist S-förmig geschwungen. Diese Form blieb praktisch unverändert bis ins 20. Jahrhundert erhalten.
Daneben finden sich die zur kleinköpfigen Zither weiterentwickelten Formen mit einem breiteren Korpus und weiteren Begleitsaiten an bis zu vier kleinen Stimmstöcken. Im 19. Jahrhundert kamen Salzburger Zithern hinzu mit einer an der linken Seite ausgebauchten unteren Hälfte, ferner die Mittenwalder Zither, deren Korpus an beiden Längsseiten ausgebaucht und insgesamt tropfenförmig ist. In Mähren wurden Zithern bis ins 20. Jahrhundert noch von den Spielern selbst angefertigt, ansonsten überließ man die Herstellung im Verlauf des 19. Jahrhunderts zunehmend spezialisierten Handwerksbetrieben.
Bei allen Typen werden die Einzelteile des Korpus – Decke, Zarge, Stimmstock und Anhängestock – separat hergestellt und dann verleimt, teilweise zusätzlich genagelt. Der aus einem Hartholzblock massiv angefertigte Stimmstock und der Anhängestock sorgen für die Stabilität und Standfestigkeit des Korpus, dessen übrige Teile aus leichtem Tannenholz bestehen. Die üblichen Instrumente ohne Boden werden direkt auf den Tisch gelegt, falls sie einen Boden besitzen, ruhen sie auf flachen hölzernen Füßen oder auf am Boden herausstehenden Schraubenköpfen.
Diatonische Zithern haben 14 bis 17 Bünde aus Messing- oder Eisendraht. Bei chromatischen Zithern ist hinter und zwischen diesen Bünden eine zweite Reihe mit kürzeren Bünden angeordnet. Üblich sind zwei Melodiesaiten, die zwei- oder dreichörig über den Bünden verlaufen. Die übrigen Saiten von maximal 17 insgesamt sind Begleitsaiten. Alle Saiten bestehen aus Metall.

### Slowakei
Das Formenspektrum der ungarischen Zithern wird für die Slowakei in fünf Gruppen eingeteilt: Trogzither, Taubenschlagzither, Halbtrapezzither, kleinköpfige Zither und bauchige Zither. Bis in die 1920er Jahre wurden einfache Zithern von mindestens einem Hersteller noch aus einem massiven Holzklotz herausgearbeitet, ansonsten werden alle Korpusformen aus Brettern mit oder ohne Boden zusammengefügt.
Trogzithern sind zwischen 60 und 100 Zentimeter lang. Ihr Stimmstock (vel'ká blava, „großer Kopf“) aus Hartholz ist nach außen abgeflacht, damit die Stimmnägel leicht schräg stehen, und endet entweder in einer Rolle mit einer halben oder ganzen Windung oder in einem nach oben ragenden Zapfen. Die runden Stimmnägel sind oben rechteckig oder flach geformt, damit sie mit einem passenden Stimmschlüssel gedreht werden können. Die oft aus Messingdraht gefertigten Bünde sind für die diatonischen und die chromatischen Töne in einer Reihe oder in zwei Reihen nebeneinander auf dem Griffbrett angebracht. Die Schalllöcher in der Decke haben Durchmesser zwischen 2 und 3 Zentimeter, häufig sind sie von sechs bis acht Zierlöchern im Kreis umgeben. Auch herz- oder blattförmige Schallöffnungen kommen vor.
Die Variante der Taubenschlagzithern ist selten. Ihr Korpus ist kürzer und breiter als bei den Trogzithern. In der zurückgesetzten oberen Hälfte der Längswand sind zwei Reihen mit je sechs Löchern eingebohrt, die Decke besitzt weitere Schalllöcher.
Bei den Halbtrapezzithern mit einem sich an einer Längsseite verbreiternden Korpus beträgt die größere Breite mehr als die Hälfte der Länge. Auch Instrumente mit einer leicht S-förmig verlaufenden rechten Längsseite zählen zu den halbtrapezförmigen Zithern. Ihr Korpus ist 25 bis 50 Zentimeter lang und 15 bis 30 Zentimeter breit, bei maximal 3 Zentimetern Höhe. Es gibt Halbtrapezzithern mit und ohne ein Griffbrett. In der Mitte der Decke befindet sich ein rundes Schallloch, dessen Durchmesser 4 bis 7 Zentimeter beträgt. Dieser Zithertyp besitzt 6 bis 7 gleich lange und 7 bis 14 der Korpusform entsprechend kürzer werdende Metallsaiten.
Die weit verbreiteten kleinköpfigen Zithern haben zwei bis vier treppenartige Stimmstöcke an der dem Spieler abgewandten rechten Längsseite. Die durchschnittliche Länge beträgt 90 Zentimeter und die Gesamtbreite 15 bis 18 Zentimeter. Von der Breite entfallen auf den rechteckigen Korpus 10 Zentimeter, pro angesetztem Stimmstock verbreitert er sich um 1,5 bis 2,5 Zentimeter. Wie in den anderen Regionen endet der Hauptteil des Korpus in einer aufgerollten Walze, einem rechtwinklig aufstehenden Zapfen oder in einem Pferdekopf. Dasselbe gilt in kleinerem Format für die seitlichen Stimmstöcke. Die Bünde aus Metalldraht ragen maximal 2 Millimeter über das Griffbrett hinaus. Die aus massivem Holz gefertigten kleinen Stimmstöcke tragen zur Stabilität des Korpus bei, der durch die Zugspannung von bis zu 20 Saiten an seine Belastungsgrenze gelangt.
Die aus der Verbreiterung des Trogzitherkorpus hervorgegangene bauchige Zither ist der häufigste Typ in der Slowakei. Die Länge des rechteckigen Kastens beträgt zwischen 70 und 86 Zentimeter, dessen Breite 12 bis 16 Zentimeter. Weitere 20 bis 24 Zentimeter in der Breite kommen durch die halbrunde Erweiterung des Korpus an seiner unteren Hälfte hinzu. Die Formvarianten unterscheiden sich teilweise deutlich voneinander. Während der Stimmstock flach ist und meist mit einer geraden Kante endet, ist der Anhängestock gerundet. Der Korpus ist stets durch eine Bodenplatte geschlossen.

## Spielweise

### Ungarn

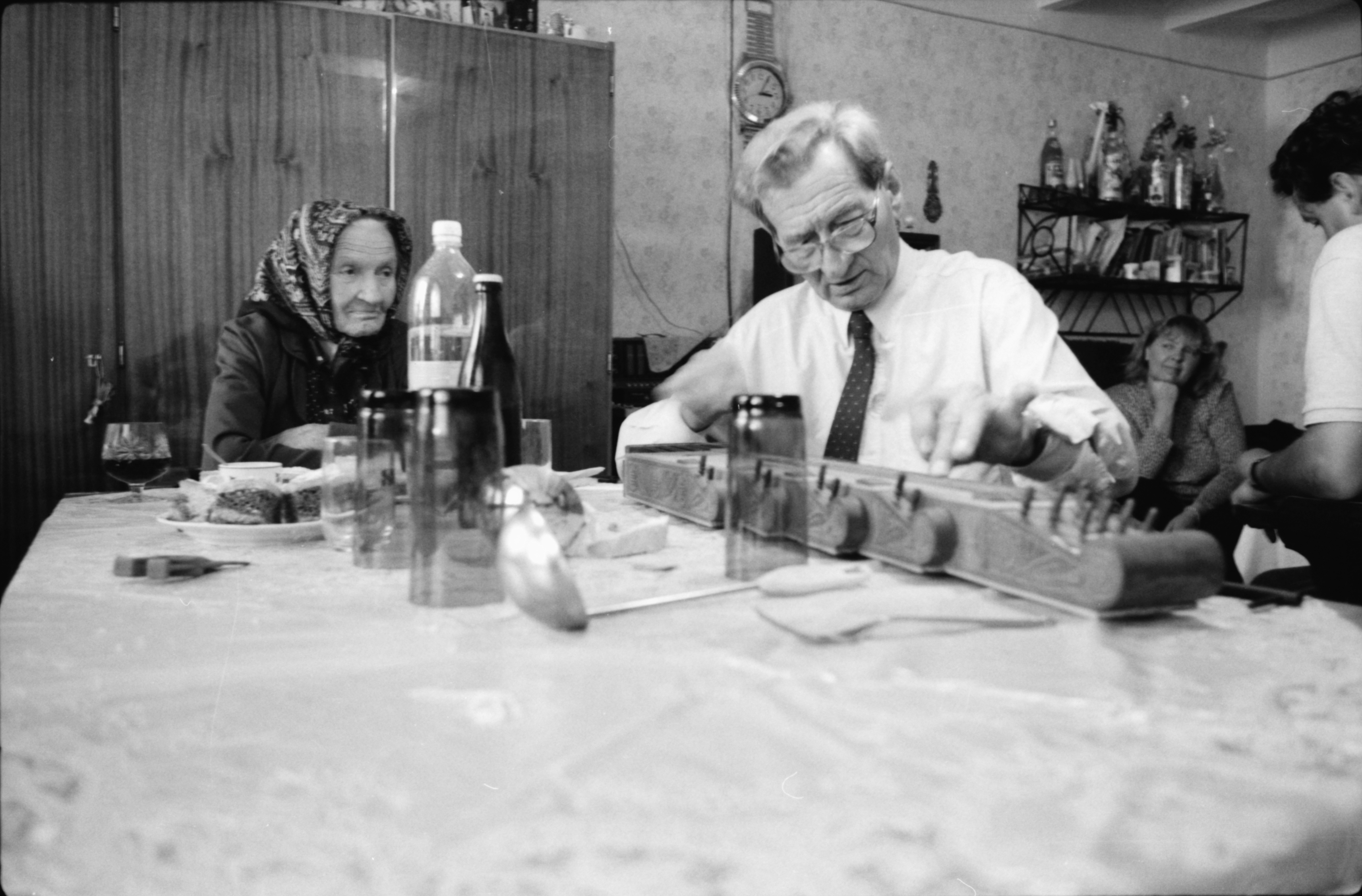
Der ungarische Zitherbauer István Ferenczi (1928–2009) spielt auf einer kleinköpfigen Zither zum 90. Geburtstag seiner Mutter

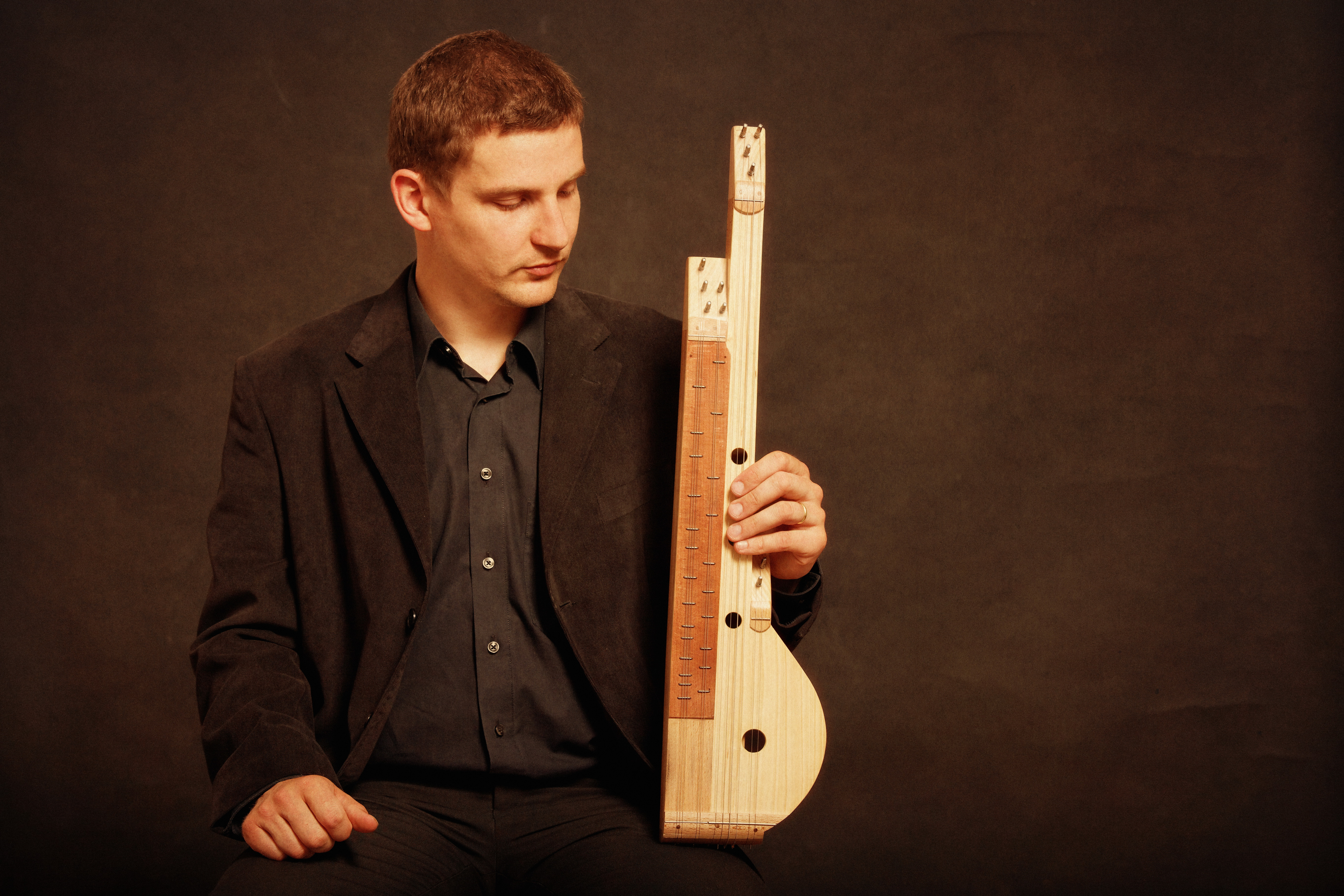
Der ungarische koboz- und citera-Spieler Mátyás Bolya (* 1977) mit einer bauchigen Zither

Die Zithern klingen durch den Bezug mit Stahlsaiten und die Anschlagstechnik hell und durchdringend. Die dynamischen Möglichkeiten des Instrumententyps sind beschränkt und werden auch nicht genutzt, die Musiker reißen allgemein kräftig mit gleichbleibender Lautstärke Melodie- und Begleitsaiten an. Die chromatischen Bünde werden, sofern vorhanden, oft nicht verwendet. Die Gebrauchsleiter ist üblicherweise der mixolydische Modus mit einer kleinen Septime. Nur selten weichen Musiker auf die reine Dur-Tonart mit einer neutralen Septime aus. Bei auf die Zither übertragenen chromatischen Gesangsmelodien korrigieren Musiker häufig die Töne zu einer diatonischen Tonleiter. Aus einem fis wird so ein f. Bei kleinen Zithern reicht der Tonumfang von g bis f2 oder g2, bei größeren Zithern bis d2 ab demselben Grundton. Dieser war früher nicht eindeutig festgelegt und lag im Bereich zwischen fis und b für die unisono gestimmten Melodiesaiten. Die Stimmung der Begleitsaiten ist nicht einheitlich. Relativ häufig kommt eine Stimmung in Quarten vor: g–c1–f1 und manchmal bis b1. Die höheren Begleitsaiten liegen weiter außen und werden daher bei einer von den Melodiesaiten ausgehenden Handbewegung seltener erreicht. Manche Musiker stimmten die Begleitsaiten nach den Anfangstönen von Volksliedern, etwa g–c1–d1–e1 bei kleinköpfigen Zithern.
In der üblichen traditionellen Spielposition liegt die Zither schräg auf einem Tisch mit dem Griffbrett der Tischkante zugewandt. Der Musiker steht am Tisch neben dem Anhängestock der Zither. Die Zither kann auch längs auf eine Sitzbank gelegt werden, der Spieler sitzt dann auf der Seite des Anhängestocks und beugt sich leicht seitwärts über das Instrument. Bei diatonischen Zithern umfasst er mit der linken Hand den Druckstab und drückt ihn mit dem Daumen auf die Saiten, um diese zu verkürzen. Bei chromatischen Zithern verwendet er zum Niederdrücken des Stabs den Zeigefinger, um bei Bedarf zugleich mit dem Mittelfinger eine der einwärts über den chromatischen Bünden verlaufende Saite erreichen zu können. Alternativ werden alle Melodiesaiten ohne Druckstab mit Daumen, Zeigefinger und Mittelfinger gegriffen. Dies ermöglicht zwar ein schnelleres Spiel, dämpft aber stärker den Klang. Da der Druckstab während des Spiels nicht angehoben, sondern gleitend über die Saiten bewegt wird, entsteht eine Art Glissando. Die Begleitsaiten werden meist alle zusammen zu Beginn und am Ende eines Stückes angerissen, dazwischen nur hin und wieder die den Melodiesaiten benachbarten Begleitsaiten. Sonst würde die Melodie unter einem Klangteppich verschwinden, denn die leeren Begleitsaiten klingen länger nach als die verkürzten Melodiesaiten. Geübte Spieler dämpfen deshalb zwischendurch die Begleitsaiten mit dem Handballen.
Das traditionelle Volksliedrepertoire beinhaltet vor allem Tanzlieder mit gesungenen Melodien. Die alte Tanzmusik ist durch Lieder mit der Sackpfeife duda, Schweinehirten-Tanzmelodien und Csárdás-Tänze geprägt. In der ersten Hälfte des 20. Jahrhunderts kamen neue Tänze wie Walzer, Foxtrott und Tango hinzu. Die ungarische Volksmusik ist weitgehend einstimmig und besteht aus einer Melodielinie mit Bordunbegleitung. Dies gilt auch für die Instrumentalmusik, in der außer der citera Hackbrett (cimbalom), Längsflöte (furulya), Doppelflöte (kettősfurulya), Drehleier (tekerőlant) und Klarinette (tárogató) solistisch zum Einsatz kommen, selbst für die traditionellen Zigeunermusiker mit Blechblasinstrumenten.
Das Tempo des Zitherspiels wird als giusto beschrieben. Die Zither hat kein eigenes Repertoire. Außer der Verwendung als Soloinstrument spielten gelegentlich zwei oder drei Zithern zusammen, eine davon als rhythmische Begleitung. In Transdanubien sorgte eine Reibtrommel für den Begleitrhythmus zur Zither, vereinzelt auch eine Knopfhandharmonika.
Zithern gehörten früher in Ungarn zur Musik der ärmeren Schichten in den Dörfern, wo sie von Männern, Frauen und Kindern gespielt wurden. Die Kleinbauern konnten sie preisgünstig selbst herstellen. Gespielt wurde die Zither bei der gemeinsamen Hausarbeit, bei kleineren Familienfeiern und von den Landarbeitern auch zur Tanzbegleitung bei Hochzeiten. Hierbei betätigten sich die Teilnehmer reihum abwechselnd als Musiker.
Die östlich des historischen ungarischen Siedlungsgebiets in der Region Moldau in Rumänien lebenden Ungarn werden zusammenfassend als Tschangos bezeichnet. In einer Anfang des 20. Jahrhunderts veröffentlichten Wörterliste des ungarischen Tschangos-Dialekts ist noch das Wort citera für „Zither“ enthalten. Seitdem ist die Zither aber aus ihrer Musik verschwunden. An die Stelle der Zither trat vor allem die Violine (hededü, auch cinige, muzsika). Dasselbe gilt für die Ungarn in der Slowakei, wo unter der Landbevölkerung die Violine das beliebteste Saiteninstrument ist und die Zither Ende des 20. Jahrhunderts kaum noch vorkam.
Einen für die ungarische Volksmusik gewichtigen Beitrag leistete der in seinem Geburtsort Tiszaalpár wirkende Instrumentenbauer, tekerőlant- und citara-Spieler Mihály Bársony (1915–1989). Jeweils eines dieser Instrumente erwarb 1971 der ungarische Komponist Péter Eötvös von Bársony. In seiner Komposition Music for New York (1971) für einen Kurzfilm lässt Eötvös den Klang von Drehleier und Zither durch einen Synthesizer verändern. Eötvös verwendete um diese Zeit auch eine „55-chord“ genannte Sonderanfertigung einer citera mit 55 mikrotonalen Saiten.
Der bekannteste ungarische Zitherspieler ist der 1974 in der serbischen Provinz Vojvodina geborene Félix Lajkó, der neben seinem Hauptinstrument Violine auch eine kleinköpfige citera für seine eigenen, von Volksmusik, Klassik und Jazz inspirierten Kompositionen verwendet.

### Tschechien
Die vier unisono gestimmten Melodiesaiten der Zithern sind in zwei Gruppen angeordnet. Bei üblicherweise 15 Bünden der diatonischen Zithern ergibt sich für die mixolydische Gebrauchsleiter ein Tonumfang von g bis a2. Mit einer zweiten Reihe Bünde erreichen diese Zithern eine chromatische Tonfolge. Die Begleitsaiten haben keine festgelegte Stimmung. Bei kleinen Zithern in Ostmähren wurden die Melodiesaiten eine Oktave höher auf g1 gestimmt und die Begleitsaiten auf c2–g1–e1–c1–g–C. Auch dort stimmten manche Musiker die Begleitsaiten nach den Anfangstönen eines Liedes, etwa auf den Dreiklang c–e–g. Es gab die Regel, eine oder zwei Begleitsaiten nach den Melodiesaiten und weitere in den Intervallen Quarte und Sexte zu stimmen.
Der stehende Musiker zupft die Zither, die mit dem Griffbrett ihm zugewandt auf dem Tisch liegt, mit einem zugespitzten Gänsefederkiel. Bei Melodien im 2/4tel Takt zieht er dieses zwischen Zeige- und Mittelfinger gehaltene Plektrum gleichmäßig kräftig über die Saiten hin und her. Bei Melodien im 3/4tel Takt reißt er die Saite kräftig betont in seine Richtung und lässt darauf zwei weniger starke Anschläge folgen. Ein Tremolo zur Bildung eines andauernden Tons wird durch schnelle Hinundherbewegung erzeugt. Um die Saiten zu verkürzen, wird wie in Ungarn ein Druckstab aus einem Gänsefederkiel verwendet; von Nový Hrozenkov im äußersten Osten des Landes ist bekannt, dass die Saiten früher gleichzeitig mit Zeigefinger und Ringfinger verkürzt wurden. Die einstimmigen, vielfach auf den diatonischen Tonvorrat beschränkten Melodien werden nur selten in Terzen gespielt, Doppelgriffe kommen kaum vor. Um das glissandoartige Spiel mit dem Druckstab zu verbessern, wird dieser wie auch das Plektrum zuvor eingefettet.
Der relativ leicht zu erlernenden Spieltechnik der Zither ist wohl deren Verbreitung unter der meist ärmeren Landbevölkerung in den letzten Jahrhunderten zu verdanken. Sie diente abgesehen vom gelegentlichen Einsatz zur Tanzbegleitung bei Hochzeiten der eigenen Unterhaltung. Bei Festen traten manchmal Musiker mit zwei Zithern oder einer Zither, einer Geige und einer Bassgeige auf. Im Haus spielten die Frauen Zither gerne an Winterabenden beim gemeinsamen Spinnen und Federnschleißen (bei dem Gänse- oder Entenfedern für die Füllung von Federbetten von ihren harten Kielen befreit werden).
Die im Verlauf des 20. Jahrhunderts mit ihrem Repertoire als überkommene Tradition aus dem Jahrhundert zuvor missachtete einheimische Zither erlebte eine gewisse Wiederbelebung durch das Fernsehen in den 1970er Jahren. Um eine musikalische Erneuerung des Zitherspiels in Tschechien bemühen sich seit der Jahrtausendwende einige Musiker. Zu ihnen gehört vor allem Michal Müller (* 1977), der nach seinem Musikstudium in Wien in Tschechien das moderne Spiel auf eingeführten alpenländischen Zithern unterrichtet.

### Slowakei
In der Slowakei sind beide Spielhaltungen – stehend oder sitzend – gebräuchlich. Die Saiten werden mit dem Plektrum in der rechten Hand meist in einer Richtung hin oder weg vom Körper angerissen, seltener in der Hinundherbewegung zugleich. Das tremoloartige Anreißen einer Melodiesaite für einen anhaltenden Ton ist selten. Die Begleitsaiten werden nur zwischendurch zur Betonung in einer Richtung oder in beiden Bewegungsrichtungen angerissen. Sie erklingen nur für die halbe Dauer oder manchmal weniger als ein Drittel so lange wie die Melodiesaiten, wobei sie nach der Erregung lange nachklingen. Beim Tremolo wird das Plektrum geradlinig an einer Stelle bewegt, ansonsten wird mit dem Plektrum eine elliptische Bewegung ausgeführt.
Die meisten diatonischen Zithern sind in C-Dur gestimmt, daneben git es Stimmungen in D-Dur, F-Dur und A-Dur. Es ergibt sich jeweils ein Tonumfang von zweieinhalb bis dreieinhalb Oktaven. Um die Tonhöhe geringfügig zu verändern, lässt sich der Druckstab nicht ganz herunterdrücken. Traditionelle Instrumente mit chromatischen Bünden sind selten und werden ebenfalls nur für ein einstimmiges Melodiespiel verwendet. In seltenen Fällen verkürzt der Musiker mit dem Druckstab nur die Saiten über den vorderen Bünden und greift mit dem freien Mittel- oder Ringfinger eine Saite über den hinteren chromatischen Bünden, wodurch an melodischen Höhepunkten Zweiklänge produziert werden.
Die slowakische Volksmusik wird stilistisch nach einem historischen Schichtenmodell eingeteilt. Mit Zithern wird traditionell ein Repertoire gespielt, das zum „neuen Gesangsstil“ gehört, dessen Ursprung im 16./17. Jahrhundert liegt und der seine wesentliche Gestalt im 19. Jahrhundert unter dem Einfluss westeuropäischer klassischer und populärer Musik erhielt. Diese Melodien haben häufig einen Tonumfang von einer Oktave in einer Dur- oder Molltonart. Durch die typische Anreißbewegung mit dem Plektrum und die Betonung durch Zweiklänge entsteht neben der Melodie eine rhythmische Struktur, die einem Tanzrhythmus entspricht, auch wenn die ursprüngliche gesungene Melodie keinen solchen Rhythmus aufweist. Die für das Zitherspiel herangezogenen Liedschichten stammen überwiegend aus dem 18. und 19. Jahrhundert, als die Zither ein beliebtes Instrument der Volksmusik war.
Die Zither ist ein Melodieinstrument für die Hausmusik der Bauern und der Hirten, die es auf ihre Bergweiden mitnehmen. Hauptsächlich wird die Zither solistisch eingesetzt, manchmal auch zur Begleitung eines Sängers. Das im Verlauf des 20. Jahrhunderts eingeführte Zusammenspiel von mehreren Zithern oder einer Zither mit anderen Instrumenten führte zu einer experimentellen Neubelebung der musikalischen Tradition. Eine die traditionelle Volksmusik bewahrende Gruppe nennt sich schlicht Buzitai citerazenekar („Buzica-Zitherkapelle“) und besteht aus mehreren Frauen aus dem ostslowakischen Dorf Buzica, die kleinköpfige Zithern spielen und singen.